# Emerson Pereira da Silva
Emerson Pereira da Silva, mais conhecido como Pereira (São Paulo, 21 de agosto de 1973), é um ex-futebolista brasileiro que atuava como volante.

## Carreira
Pereira era um volante raçudo, que atuou boa parte de sua carreira por times do Brasil e do Chile. Seus melhores anos foram pelo Colo-Colo, entre 1996 e 1998, conquistando campeonatos nacionais, participando de Copa Libertadores e chegando em uma semifinal da Supercopa Libertadores em 1996. No Corinthians chegou com o estatus de sucessor de Vampeta, que tinha se transferido para a Internazionale, mas acabou não correspondendo a altura.
Outra grande conquista de Pereira, foi o Título Mundial de 1993 pela Seleção Brasileira Sub-20.
Em 2013, Emerson Pereira foi efetivado como técnico do Jacuipense.

## Títulos
São Paulo
- Copa São Paulo de Futebol Júnior - 1993
- Copa CONMEBOL de 1994

Colo-Colo
- Campeonato Chileno de Futebol - 1996, 1997-C, 1998
- Copa Chile - 1996

Corinthians
- Campeonato Paulista - 2001